# МіГ-27
МіГ-27 (за класифікацією НАТО: Flogger-D) — радянський надзвуковий винищувач-бомбардувальник з крилом змінної стрілоподібності. Призначений для завдання ударів по рухомих і нерухомих наземних і повітряних цілях. Може нести тактичну ядерну зброю. У зв'язку з важкою економічною ситуацією, з 1993 року в Росії, Білорусі, України практично всі Міг-27 і його модифікації були виведені з експлуатації та передані на бази зберігання.
В даний час — основний винищувач-бомбардувальник ВПС Індії, ВПС Казахстану і, ймовірно, ВПС Куби.

## МіГ-27 і Україна
З літа 1980 року 236 АПВБ, що розміщувався на аеродромі Чортків, почав експлуатацію МіГ-27К. В 1981 році було прийнято рішення провести військові випробування на базі 236-го АПВБ.
Протягом 1982 року були проведені військові випробування МіГ-27К. По закінченню випробуваннь літак був прийнятий на озброєння. В 1984 році було прийняте рішення про підсилення ВПС ЦГВ розташованої на території Чехословаччини. У зв'язку з цим 21 серпня 1984 року 236 АПВБ на МіГ-27 покинув Україну.
На момент розпаду СРСР на території України не було полків, озброєних МіГ‑27 — в 1990 р. 642 Гв. АПВБ із Мартинівки переозброївся на МіГ-29. Але деяка кількість МіГ-27 з інших частин проходили ремонт на авіаремонтних заводах. Загалом 49 цих машин дісталися Україні. В Україні МіГ-27М були на озброєнні до 2001 року. Більша частина цих машин знаходилася на базі зберігання у Львові, звідки частина з них була поставлена Шрі-Ланці. Шрі-Ланка стала останнім покупцем цих літаків, купивши їх в 2000 році. В 2000–2001 роках 5-та ескадрилья отримала шість українських МіГ-27М/Д і один навчальний МіГ-23УБ. З серпня 2000 по липень 2001 років ці літаки, пілотовані українськими льотчиками, успішно діяли проти тамільських сепаратистів. Один літак був знищений під час диверсійного рейду на аеродром Катунаяке в 2001 році, а два були втрачені в катастрофах. Три літаки, що залишилися, були поставлені на прикіл, поки в 2006 році не був укладений контракт з Україною на їх ремонт і поставку ще чотирьох літаків.

## У ВПС Індії

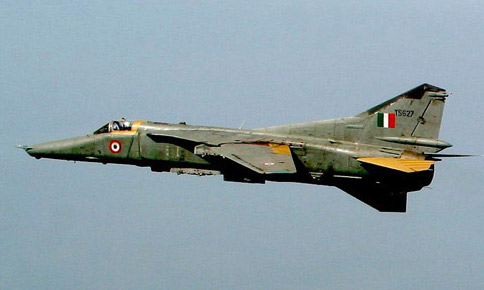
МіГ-27МЛ «Бахадур» ВПС Індії.

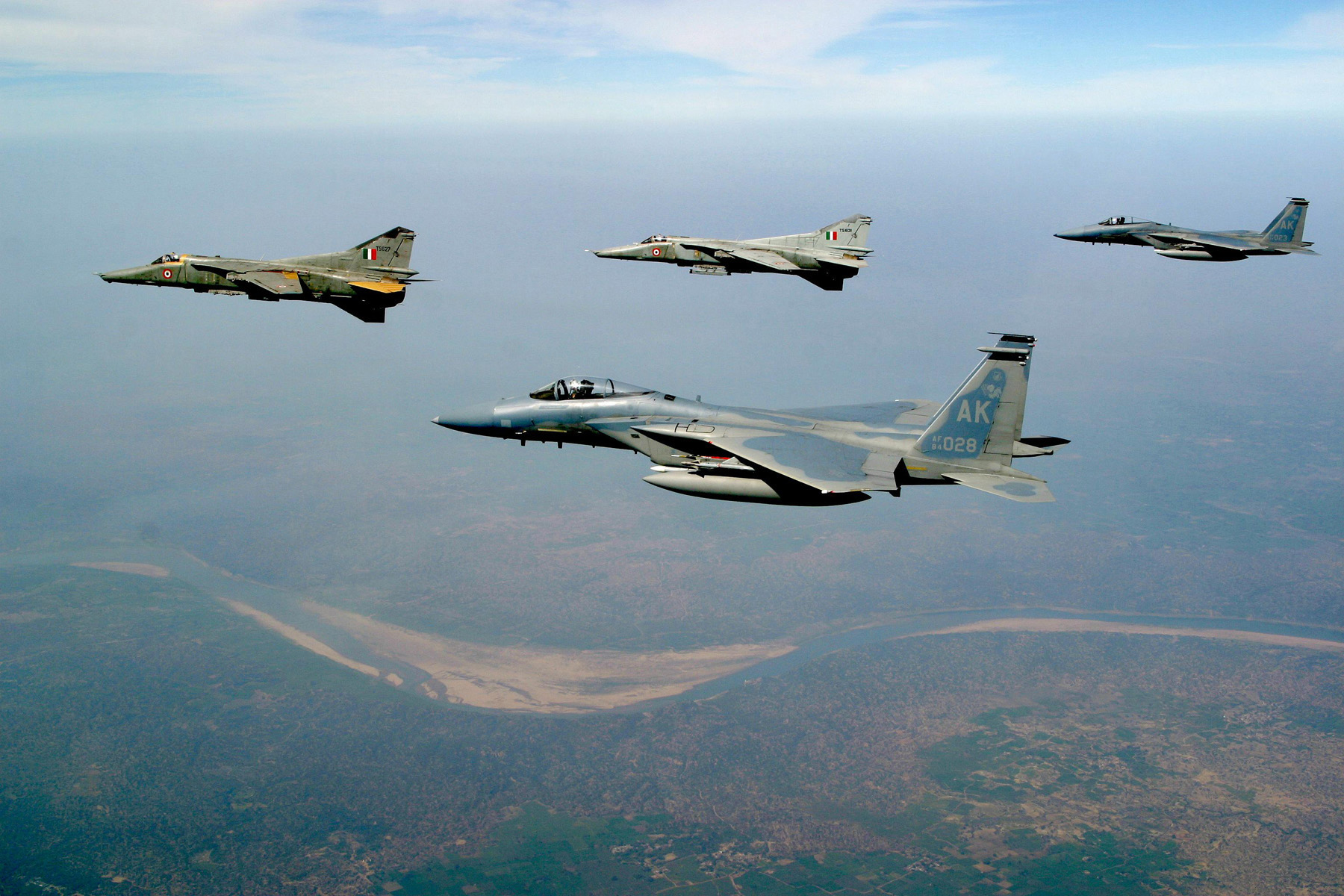
МіГ-27 і F-15 в одному строю. Спільні навчання Індії та США. 2004 р.

Якщо МіГ-23БМ експортувався досить широко, то поставки за кордон МіГ-27 були вкрай обмежені. Єдиним іноземним покупцем, що замовив МіГ-27 до розпаду СРСР, стала Індія, в середині 1980-х років заключивши контракт на ліцензійне виробництво цього літака корпорацією HAL. Індійський варіант МіГ-27М («виріб 32-29Л») отримав місцеве позначення Bahadur («Відважний») і іноді згадується як МіГ-27МЛ або МіГ-27Л.
В Індії на цей час (2012 рік) знаходяться на озброєнні МіГ-27. Була ідея модернізувати наявні літаки, але потім уряд відмовився від цих планів, оскільки до 2015 року майже половина літаків вичерпають свій ресурс. До 2017 року заплановано їх повністю вивести зі складу ВПС. Станом на 2012 рік нараховується близько 80 літаків цього типу (чотири ескадрильї — по дві в Джохпурі (Раджастхан) і Калайкунде (Західна Бенгалія).
12 лютого 2013 року МіГ-27 військово-повітряних сил Індії розбився в штаті Раджастан, пілоту вдалося катапультуватися. Винищувач здійснював звичайний політ і розбився відразу після взльоту з авіабази Уттарлаі.
4 вересня 2018 року МіГ-27 ВПС Індії розбився в штаті Раджастан під час виконання звичайного польоту. Пілоту вдалось катапультуватись. Жертв на землі так само не було, але уламки пошкодили кілька будівель та автомобіль.

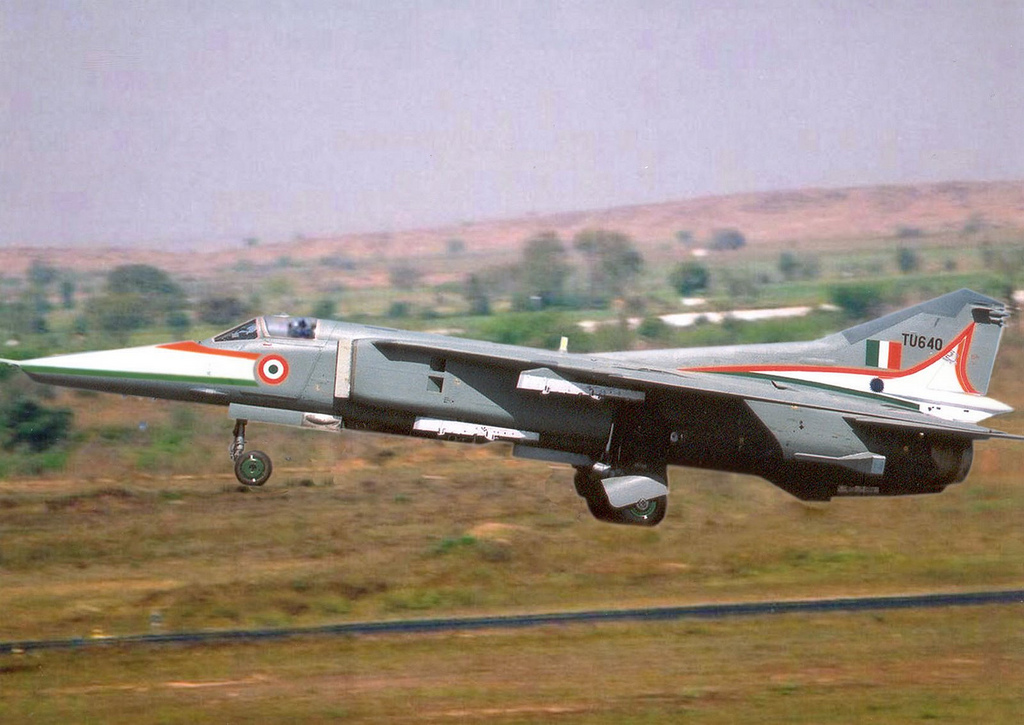
Зліт МіГ-27